# Мартин, Джо
Джо Ма́ртин (англ. Jo Martin, род. 29 апреля 1969, Лондон) — английская актриса, известная ролями Джанис в комедийном телесериале «Вернуться к жизни» (2019—2021), Макс Макджерри в медицинском телесериале «Холби Сити» (2019—2022) и Доктора-беглеца в научно-фантастическом телесериале «Доктор Кто» (2020—2025).

## Биография
Мартин родилась в лондонском боро Ньюэм. Мать была ямайчанкой и умерла в 2015 году. Мартин ходила в Начальную школу Портуэй и Среднюю школу для девочек Плашет.

### Ранняя карьера
В 1988 году Мартин сыграла в британском криминальном фильме «За королеву и страну». В 1999 году впервые сыграла в детективном телесериале «Чисто английское убийство», позднее также появившись в нём в других ролях в 1992, 1996 и 2004 годах. В 2002 году появилась в эпизодической роли в двух сериях медицинского телесериала «Катастрофа», позднее также вновь сыграла в нём другую роль в 2013 году. Также в 2002 году сыграла в медицинской мыльной опере «Врачи», вернувшись позднее в других ролях в 2006, 2016 и 2018 годах. В 2003 году появилась в ситкоме «Моя семья».
В 2003—2005 годах Мартин сыграла свою первую главную роль Натали Крауч в ситкоме «Краучи». В 2005 году появилась в роли полицейского в супергеройском фильме «Бэтмен: Начало». В 2006 году участвовала в комедийном скетч-шоу «Stupid!». В 2010 году сыграла роль экзаменатора в криминальном фильме «4.3.2.1», а в 2011 году — Лекси в романтическом комедийном фильме «Как выйти замуж за миллиардера». В 2013 году сыграла роль Элизабет Хэтчер в фантастическом телесериале «Волшебники против пришельцев». В 2014 году появилась в мыльных операх «Жители Ист-Энда» и «Холлиокс», в последнем она сыграла в трёх сериях роль Петулы Делэйни. В 2016 году появилась в роли Нины в детективном телесериале «Джонатан Крик».

### Карьера с 2019 года
В 2019 году сыграла Грейс Тейлор в двух сериях детективного телесериала «Безмолвный свидетель». В 2019—2021 годах сыграла регулярную роль Джанис в комедийном телесериале «Вернуться к жизни». Также в 2019 году появилась в роли Пэм в комедийном телесериале «Дрянь». В 2019—2022 годах играла регулярную роль Макс Макджерри в медицинском телесериале «Холби Сити», в качестве которой она также вновь появилась в телесериале «Катастрофа».
В 2020 году впервые сыграла роль Доктора-беглеца, тайной инкарнации Доктора, в серии «Беглец джудунов» 12-го сезона научно-фантастического телесериала «Доктор Кто». Исполнение Мартин было позитивно встречено критиками. Она вновь исполнила эту роль в финале сезона «Вечные дети» (2020), в сериях «Однажды во времени» (2021), «Сила Доктора» (2022) и «История и двигатель» (2025). В 2024 году появилась в роли Доктора-беглеца в аудиодраме «Coda — The Final Act» производства Big Finish Productions, а в 2025 году получила собственную серию аудиодрам «Приключения Доктора-беглеца».
В ноябре 2020 года Talawa Theatre Company опубликовала «Истории с передовой» (англ. Tales from the Front Line) о чернокожих работниках во время пандемии COVID-19. Первый фильм повествовал об учительнице, которую сыграла Мартин и которая пыталась защитить и помочь детям во время пандемии и движения «Black Lives Matter». Рецензии описали игру Мартин как «сыгранную настолько тонко», что кажется подлинной, «убеждающую и естественную».
В 2022 году появилась в эпизодической роли в детективном телесериале «Смерть в раю». В 2023 году сыграла регулярные роли: Грейс в комедийном телесериале «Мечтать, будучи чёрным» и Дон в музыкальном телесериале «Чемпион». С 2024 года играет регулярную роль Сьюзи Харрис в детективном телесериале «Клуб убийств Марлоу». В 2024 году появилась в серии криминального телесериала «Убийства в Мидсомере» и в фильме «Суровая правда».

## Фильмография
| Год          |    | Русское название               | Оригинальное название          | Роль                                                               |
| ------------ | -- | ------------------------------ | ------------------------------ | ------------------------------------------------------------------ |
| 1988         | ф  | За королеву и страну           | For Queen and Country          | Пёрл                                                               |
| 1989—2004    | с  | Чисто английское убийство      | The Bill                       | Клэйтон / Синди / Энн Дженнингс / Мэдди Оуэн (4 серии)             |
| 1990         | с  | Птичьи пёрышки                 | Birds of a Feather             | Джой (1 серия)                                                     |
| 1991         | с  | Империя Бриттаса               | The Brittas Empire             | миссис Уолш (1 серия)                                              |
| 1996         | с  | Настоящий Маккой               | The Real McCoy                 | разные роли (1 серия)                                              |
| 1996         | с  | Шеф-повар!                     | Chef!                          | Рошелль (2 серии)                                                  |
| 1998         | с  | Комедийная нация               | Comedy Nation                  | разные роли (1 серия)                                              |
| 1999         | тф | Убийство Стивена Лоуренса      | The Murder of Stephen Lawrence | Шерил Стоули                                                       |
| 2000         | ф  | Последняя битва Джолли Бойс    | The Jolly Boys' Last Stand     | Тина                                                               |
| 2002—2020    | с  | Катастрофа                     | Casualty                       | WDS Bridgeman / Вики Ламберт / Макс Макджерри (4 серии)            |
| 2002—2018    | с  | Врачи                          | Doctors                        | Энн Чарльтон / Барбара Уэллс / Донна Суини / Марла Уоттс (4 серии) |
| 2003         | с  | Моя семья                      | My Family                      | медсестра из 1970-х (1 серия)                                      |
| 2003         | ф  | Нахал                          | Cheeky                         | Зоя                                                                |
| 2003—2005    | с  | Краучи                         | The Crouches                   | Натали Крауч (12 серий)                                            |
| 2004         | тф | Туннель любви                  | Tunnel of Love                 | воспитатель                                                        |
| 2005         | ф  | Бэтмен: Начало                 | Batman Begins                  | полицейский                                                        |
| 2006         | с  | Stupid!                        | Stupid!                        | разные роли (8 серий)                                              |
| 2007         | ф  | Deadmeat                       | Deadmeat                       | Мелани                                                             |
| 2010         | с  | Холби Сити                     | Holby City                     | Сандра Минстер (1 серия)                                           |
| 2010         | ф  | 4.3.2.1                        | 4.3.2.1                        | экзаменатор                                                        |
| 2010         | ф  | Дьявольские игры               | Devil's Playground             | испугавшаяся на улице                                              |
| 2011         | ф  | Как выйти замуж за миллиардера | Chalet Girl                    | Лекси                                                              |
| 2013         | с  | Волшебники против пришельцев   | Wizards vs Aliens              | Элизабет Хэтчер (1 серия)                                          |
| 2014         | с  | Жители Ист-Энда                | Birds of a Feather             | Джуди Макинтош (1 серия)                                           |
| 2014         | с  | Холлиокс                       | Birds of a Feather             | Петула Делэйни (3 серии)                                           |
| 2015         | с  | Вместе                         | Together                       | Джиллиан (2 серии)                                                 |
| 2016         | с  | Всё ещё открыто круглосуточно  | Still Open All Hours           | регистратор (1 серия)                                              |
| 2016         | ф  | Сотни улиц                     | 100 Streets                    | Мари                                                               |
| 2016         | с  | Джонатан Крик                  | Jonathan Creek                 | Нина (1 серия)                                                     |
| 2018         | ф  | И всё изменилось               | Been So Long                   | Вивьенн                                                            |
| 2018         | с  | Длинная песня                  | The Long Song                  | Ханна (2 серии)                                                    |
| 2019         | с  | Безмолвный свидетель           | Silent Witness                 | Грейс Тейлор (2 серии)                                             |
| 2019         | с  | Дрянь                          | Fleabag                        | Пэм (1 серия)                                                      |
| 2019—2021    | с  | Вернуться к жизни              | Back to Life                   | Джанис (9 серий)                                                   |
| 2019—2022    | с  | Холби Сити                     | Holby City                     | Макс Макджерри (94 серии)                                          |
| 2019—2020    | с  | В конце концов                 | In the Long Run                | Ивонн (2 серии)                                                    |
| 2019         | ф  | Тёмная история                 | Blue Story                     | мать Марко                                                         |
| 2020—2025    | с  | Доктор Кто                     | Doctor Who                     | Доктор-беглец (5 серий)                                            |
| 2020         | с  | Лжец                           | Liar                           | администратор (1 серия)                                            |
| 2020         | с  | Голос перемен                  | Small Axe                      | миссис Бартолемью (серия «Образование»)                            |
| 2022         | с  | Квартира на двоих              | The Flatshare                  | Полин (3 серии)                                                    |
| 2022         | с  | Перл из Уитстейбла             | Whitstable Pearl               | Дон Касл (1 серия)                                                 |
| 2022         | с  | Смерть в раю                   | Death in Paradise              | Ракеша Лорд (1 серия)                                              |
| 2023         | с  | Тайная операция                | Black Ops                      | Джули (4 серии)                                                    |
| 2023         | ф  | 97 минут                       | 97 Minutes                     | Тойин                                                              |
| 2023         | с  | Чемпион                        | Champion                       | Дон (7 серий)                                                      |
| 2023         | с  | Мечтать, будучи чёрным         | Dreaming Whilst Black          | Грейс (5 серий)                                                    |
| 2023         | с  | Неспящие                       | Still Up                       | Анджела (1 серия)                                                  |
| 2023         | с  | Следствие ведёт миссис Сидху   | Mrs Sidhu Investigates         | Нора (1 серия)                                                     |
| 2024 — н. в. | с  | Клуб убийств Марлоу            | The Marlow Murder Club         | Сьюзи Харрис (10 серий)                                            |
| 2024         | с  | Убийства в Мидсомере           | Midsomer Murders               | Дениз Бантриг (1 серия)                                            |
| 2024         | ф  | Суровая правда                 | Hard Truths                    | медсестра                                                          |
| 2025         | с  | Скучаю по тебе                 | Missing You                    | Тесси Сьюэлл (4 серии)                                             |